# AT&T Stadium
O AT&T Stadium (originalmente batizado Cowboys Stadium) é o estádio do time de futebol americano Dallas Cowboys, da NFL. Localizado na cidade de Arlington, Texas (EUA), tem capacidade para 80.000 espectadores, mas quando adaptado pode receber até 111 mil pagantes.
No jogo inaugural do estádio, os Cowboys perderam para o New York Giants, com a presença do ex-presidente americano George W. Bush. Eventos notáveis no AT&T Stadium incluem o NBA All-Star Game e uma luta entre Manny Pacquiao e Joshua Clottey, de 2010, a final do Campeonato de Basquetebol Masculino da NCAA - Divisão I em 2014, jogos da Copa Ouro da CONCACAF entre 2009 e 2015, e jogos de futebol americano universitário, com a Texas A&M University tendo partidas ocasionais.
O estádio foi sede da WrestleMania 32, realizada no dia 03 de abril de 2016, com um recorde de 101.763 pessoas presentes. Também recebeu a WrestleMania 38 em 02 e 03 de abril de 2022. Recebeu 3 partidas da Copa América de 2024 e será uma das sedes da Copa do Mundo FIFA de 2026.